# Hans Küßwetter
Hans Küßwetter (* 14. Januar 1909 in Ehingen; † 19. November 1965 in Dinkelsbühl) war ein deutscher Politiker der CSU und von 1962 bis 1965 Bezirkstagspräsident von Mittelfranken. 

## Leben
Küßwetter studierte Geschichte, Politik, Germanistik und alte Sprachen an den Universitäten München und Berlin. 1929 wurde er Mitglied des Corps Hercynia München. 1936 wurde er zum Dr. phil. promoviert. Seit 1937 war er als Studienassessor und Studienrat in München tätig und nahm ab 1941 bis zum Kriegsende 1945 am Zweiten Weltkrieg teil. Sein Bruder war Georg Küßwetter (1905–?), der in einem aufsehenerregenden Prozess u. a. wegen Brandstiftung rechtskräftig verurteilt worden ist.

## Politik
Küßwetter wurde 1954 als Bezirksrat in den ersten mittelfränkischen Bezirkstag nach dem Zweiten Weltkrieg gewählt und amtierte von 1958 bis 1962 als stellv. Bezirkstagspräsident sowie von 1962 bis 1965 als Präsident des Bezirkstages. Küßwetter war von 1948 bis 1965 außerdem gewählter Landrat des damaligen, heute zum Landkreis Ansbach gehörenden, Landkreises Dinkelsbühl und seit 1952 Vorsitzender des CSU-Bezirksverbandes Mittelfranken.

## Auszeichnungen
Küßwetter wurde am 7. Dezember 1964 mit dem Bayerischen Verdienstorden ausgezeichnet.